# Onorevole DJ di notte
Onorevole DJ di notte è stato un programma radiofonico di intrattenimento andato in onda dal lunedì al giovedì notte dall'una alle 3 su RTL 102.5, condotto da Armando Piccolillo e Myriam Fecchi. Il programma nasce a settembre 2010, dopo che Onorevole DJ (che andava precedentemente in onda da mezzanotte alle 3), guadagnando un'ora in più, era stato diviso in due: la versione "classica", in onda dalle 23 all'una, e quella "di notte". È stato sostituito dal programma Nessun Dorma. 
Era anche in radiovisione sul canale 750 di Sky e sul canale 36 del digitale terrestre, e della piattaforma Tivùsat.